# 阿部恭久
阿部 恭久（あべ やすひさ、1949年1月 - ）は日本の詩人。

## 経歴
岐阜県出身、北海道大学歯学部卒。岐阜市内で歯科医をしながら詩作活動を行う。1980年頃にライトヴァースの旗手として詩壇に登場。現代美術家の日比野克彦は甥にあたり、初期の詩集『生きるよろこび』『田のもの』の装幀を担当している。詩誌「生き事」同人。現在は詩と並行して俳句も作っており、朝日俳壇に投稿。2017年1月、第33回朝日俳壇賞（長谷川櫂・選）を受賞。

## 詩集
- 身も心も明日も軽く（書紀書林1977）
- 生きるよろこび（風媒社1979）
- 田のもの（風媒社1981）
- 恋人（アベブックス1987）
- S盤アワー（アベブックス1988）
- 恋よりふるい（思潮社1994）
- 極東の仕事（思潮社1995）
- 瞬く旧惑星（私家版1998）
- メイドの飛脚（私家版2001）